# Landesmuseum Burgenland

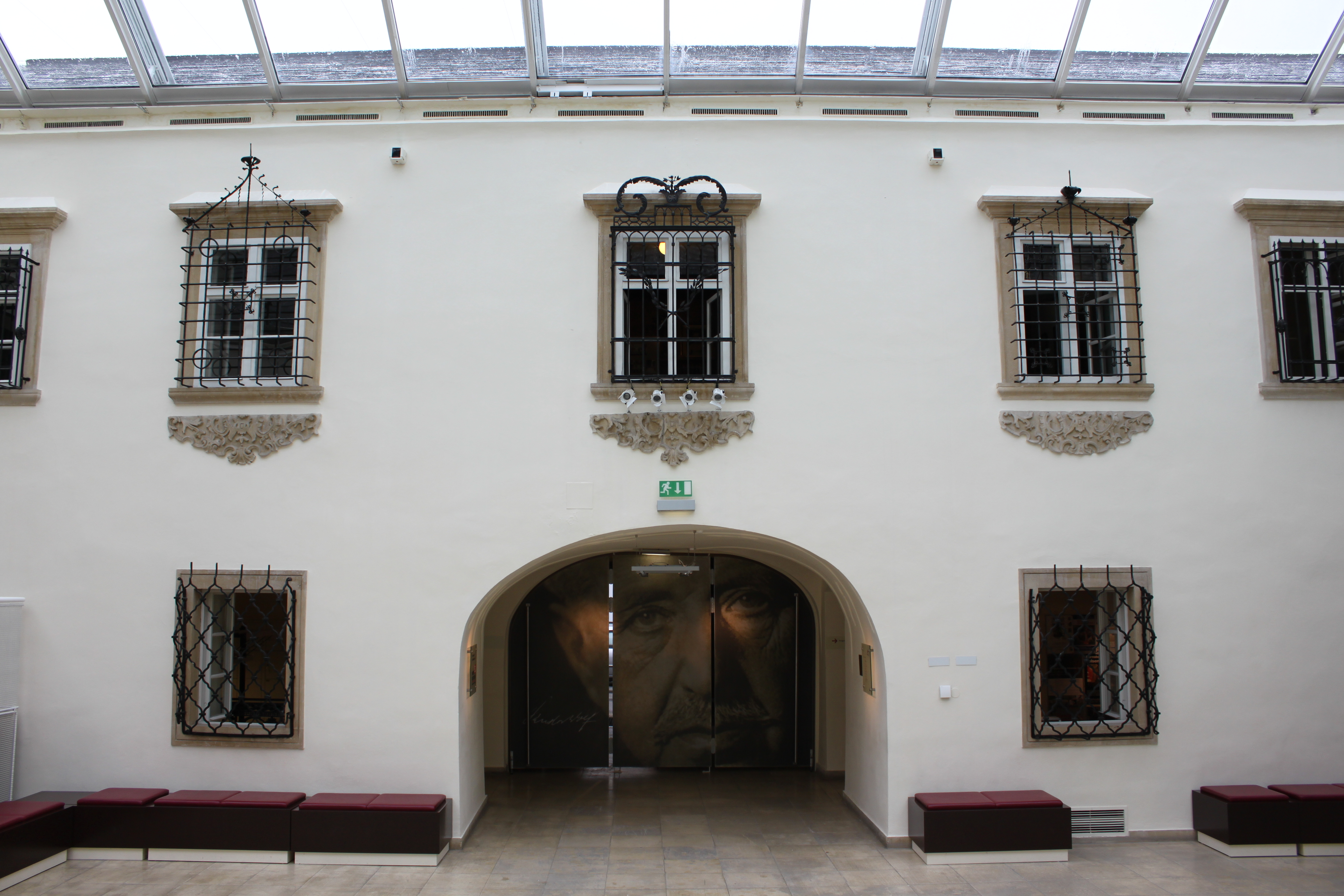
Landesmuseum, Innenhof überdacht (2011)

Das Landesmuseum Burgenland in Eisenstadt zeigt die Entstehung des Burgenlandes im pannonischen Raum. Seine Teilbereiche umfassen einerseits die Naturkunde wie Geologie und Biologie des Landes und andererseits die Wirkung des Menschen mit Archäologie, Kunst, Kultur, Volkskunde, Wirtschafts- und Zeitgeschichte.

## Geschichte
Nachdem 1921 das Burgenland als neuntes Bundesland zu Österreich gekommen war, betrieb der Eisenstädter Weinhändler Sándor Wolf die Einrichtung eines Landesmuseums, das die Identität des neuen Bundeslandes darstellen sollte. Er wurde zum Gründungsdirektor, musste Österreich aber nach dem „Anschluss“ verlassen. Seine Sammlung wurde „arisiert“, nach dem Krieg aber restituiert. Ein Teil mit archäologischen Artefakten konnte 1958 bei einer Versteigerung wieder erworben werden und ist bis heute Teil der Sammlung.

## Gebäude
Das Museum befand sich von 1926 bis 1938 im Leinnerhaus, das im Besitz der Weinhändlerfamilie Leopold Wolf’s Söhne stand. In der Museumsgasse 1 bis 11, wo von 1938 bis 1939 der Standort des Burgenländischen Landesmuseums begründet wurde, standen und stehen Häuser des 17. bis 19. Jahrhunderts. Auf Nr. 5 steht das Haus Sándor Wolfs, eine Gebäudegruppe mit unterschiedlichen Stilelementen und bemerkenswerten Schmiedeeisenarbeiten. Wolf hatte hier bereits eine Sammlung von Altertümern aufgebaut, die im Besitz des Landesmuseums ist. Die Häuser Nr. 9 und 11 wurden im Jahre 1968 demoliert, das Museum wurde mit einem modernen Zubau nach den Plänen der Architekten Hans Puchhammer und Gunther Wawrik erweitert und im Jahre 1976 eröffnet.

## Ausstellungen
- 2011: Burgenland: 90 Jahre – 90 Geschichten.
- 2011: Franz Liszt: Das Genie aus Raiding. Born to be a superstar.

## Museumsleitung
Landesmuseum in der Ersten Republik
- 1926 Sándor Wolf
- 1926–1938 Alphons Barb

Landschaftsmuseum als Außenstelle des Landesmuseum Niederösterreich in Wien im Nationalsozialismus
- Karl Kritsch, Vorsitzender des Burgenländischen Heimat- und Naturschutzvereins
- 1939–1942 Richard Pittioni
- 1942 Prof. Gruzecki und danach Reg. Rat Prof. Eitler

Landesmuseum in der Zweiten Republik
- 1945–1963 Adalbert Riedl
- 1963–1980 Alois Ohrenberger
- 1980–1990 Hanns Schmid
- 1990–2002 Gerald Schlag
- 2002–2013 Josef Tiefenbach für das Landesmuseum und die Landesgalerie[1]
- seit 2013 Gert Polster